# Василевский, Леонид Исаакович
Леони́д Исаа́кович Василе́вский (7 (20) июня 1904, Кременчуг, Российская империя — 19 сентября 1984, Москва, СССР) — советский учёный-экономикогеограф.

## Биография
Родился 7 (20) июня 1904 года в Кременчуге. В 1926 окончил Харьковский институт народного хозяйства, после чего до 1935 года преподавал экономическую географию в вузах Харькова, в 1932—1935 годах трудился заведующим лабораторией и заместителем директора в Украинском НИИ географии и картографии. В 1935 году переехал в Москву; в 1942—1951 годах работал во Всесоюзном НИИ ж.-д. транспорта Министерства путей сообщения (впоследствии ВНИИЖТ), в 1948—1955 годах трудился в Научно-редакционной картосоставительской части Главного управления геодезии и картографии. В 1955 году основал, и до 1979 года возглавлял сектор экономики зарубежного транспорта в Институте комплексных транспортных проблем при Госплане СССР. В 1955—1984 годах параллельно преподавал на географическом факультете МГУ.
Жена — Берзина Майя Яновна (1910—2002), дочь дипломата Яна Берзина (1881—1938). Умер 19 сентября 1984 года в Москве. Похоронен на Рогожском кладбище.

## Научная деятельность
Сфера научных интересов — география мирового транспорта (типология транспортных систем и др.; автор индекса «экономическая дальность перевозок»), социально-экономическая картография и математические методы в экономической географии (методы географизированной статистики и др.), а также (в соавторстве с П. М. Поляном) по параметризации и др. аспектам теории территориальных структур.
Некоторые работы:
- Анаморфированные карты переменного масштаба и их применение в экономической картографии // Новое в тематике, содержании и методах составления экономических карт. М., 1970;
- Транспортная система мира. М., 1971;
- Системно-структурный подход и экономическая география // Системные исследования. М., 1978 (совм. с П. М. Поляном);
- Социально-экономическая география: исторические метаморфозы и грядущие судьбы // Современные проблемы урбанизации. М., 1985.